# Державний університет інтелектуальних технологій і зв'язку
Державний університет інтелектуальних технологій і зв'язку (ДУІТЗ) — український державний заклад вищої освіти IV рівня акредитації, розташований у місті Одеса. Створений шляхом реорганізації Одеської національної академії зв’язку (ОНАЗ) імені О.С. Попова та Одеської державної академії технічного регулювання та якості (ОДАТРЯ) у 2020 році. Офіційною датою заснування вважається 1920 рік, коли на базі «Вищих курсів телеграфних механіків» було засновано «Одеський вищий електротехнікум сильних струмів імені Г. Ф. Гринька».
Одеська національна академія зв'язку ім. О. С. Попова була одним з провідних вишів України у галузі зв'язку загалом й телекомунікацій та інформаційних технологій зокрема. Академія мала один головний навчальний корпус, два лабораторних корпуси та п'ять гуртожитків. Академія здійснює освітню діяльність на основі, як державного замовлення так й за договірними забов'язаннями за трьома формами навчання — денною, заочною та екстернатом. По закінченню вишу можна було отримати ступені вищої освіти бакалавр і магістр, а також діяли програми для підвищення кваліфікації спеціалістів у галузі зв'язку, аспірантура, докторантура й підготовчі відділення для українських та іноземних абітурієнтів. Здійснювався набір студентів за 12-ма спеціальностями. Діяли програми обміну студентів TEMPUS-TACIS, DAAD, а також спеціальна магістерська програма обміну з університетом Ангальту.
До складу академії входило п'ять навчально-наукових інститутів, інститут дистанційного та заочного навчання, навчально-науковий центр, Коледж зв'язку та інформатизації та науково-дослідний інститут. 1 грудня 2018 року в ОНАЗ навчалося 2 865 студентів. Згідно даних сайту «osvita.com.ua» працювало 465 викладачів, 328 кандидатів наук, а також 44 професорів і докторів наук. З 2001 року посаду ректора займав Петро Воробієнко.

## Історія

Самуїл Ясиновський і навчальний корпус

У 1900 році в Одесі було відкрито «Вищі курси телеграфних механіків». На цих курсах готували техніків для південної частини Російської імперії.
10 вересня 1920 році курси телеграфістів було реорганізовано в «Одеський вищий електротехнікум сильних струмів імені Г. Ф. Гринька». Ця дата вважається датою заснування сучасної академії, хоч юридичне правонаступництво сучасної академії діє з 1930 року. Випускникам надавалась кваліфікація інженера після чотирьох років навчання. 1925 року в електротехнікумі було створено слабкострумове відділення з трьома групами телеграфістів, телефоністів і радистів. Восени 1929 року відбулася реформа освіти, після чого електротехнікум був реорганізований в «електротехнічний факультет» Одеського політехнічного інституту, ставши його частиною. У такому стані майбутня академія проіснувала трохи менше року.
Згідно Постанови Центрального виконавчого комітету і Ради народних комісарів СРСР № 4/237 від 23 липня 1930 року, на базі електротехнічного факультету було створено «Одеський інститут інженерів зв'язку». Директором новоствореного інституту був призначений колишній декан факультету — Самуїл Ясиновський. Новому закладу освіти був виділений будинок, де колись знаходилися курси телеграфних механіків та шкільний двоповерховий будинок на вулиці Старопортофранківській, 61. У 1930—1931 роках у цьому будинку добудували третій та четвертий поверхи і він став навчальним корпусом інституту, а згодом — лабораторним корпусом.
Під час Другої світової війни інститут, як і велика кількість радянських вишів того часу, допомагав Червоній Армії. В Одесі створювалися так звані військові групи випускників, завдяки чому було підготовлено велику кількість офіцерів зв'язку. На початку німецько-радянської війни, коли мав тривати захист дипломних робіт і проектів, викладачі та студенти почали вступати до лав армії. У липні 1941 року була здійснена підготовка інституту до евакуації. У лабораторних корпусах на базі непересувного обладнання було створено вузол зв'язку Приморської армії, який брав участь в обороні Одеси. По завершенню евакуації лабораторні корпуси вишу, як важливі військові об'єкти, були знищені, а інститут було переведено до казахстанського міста Гур'єв (нині — Атирау). Однак, через брак приміщень, його відправили в узбецьке місто Ташкент. Туди ж був евакуйований і Московський інститут інженерів зв'язку. Для раціональнішого використання викладачів і лабораторного обладнання інститути були об'єднані.

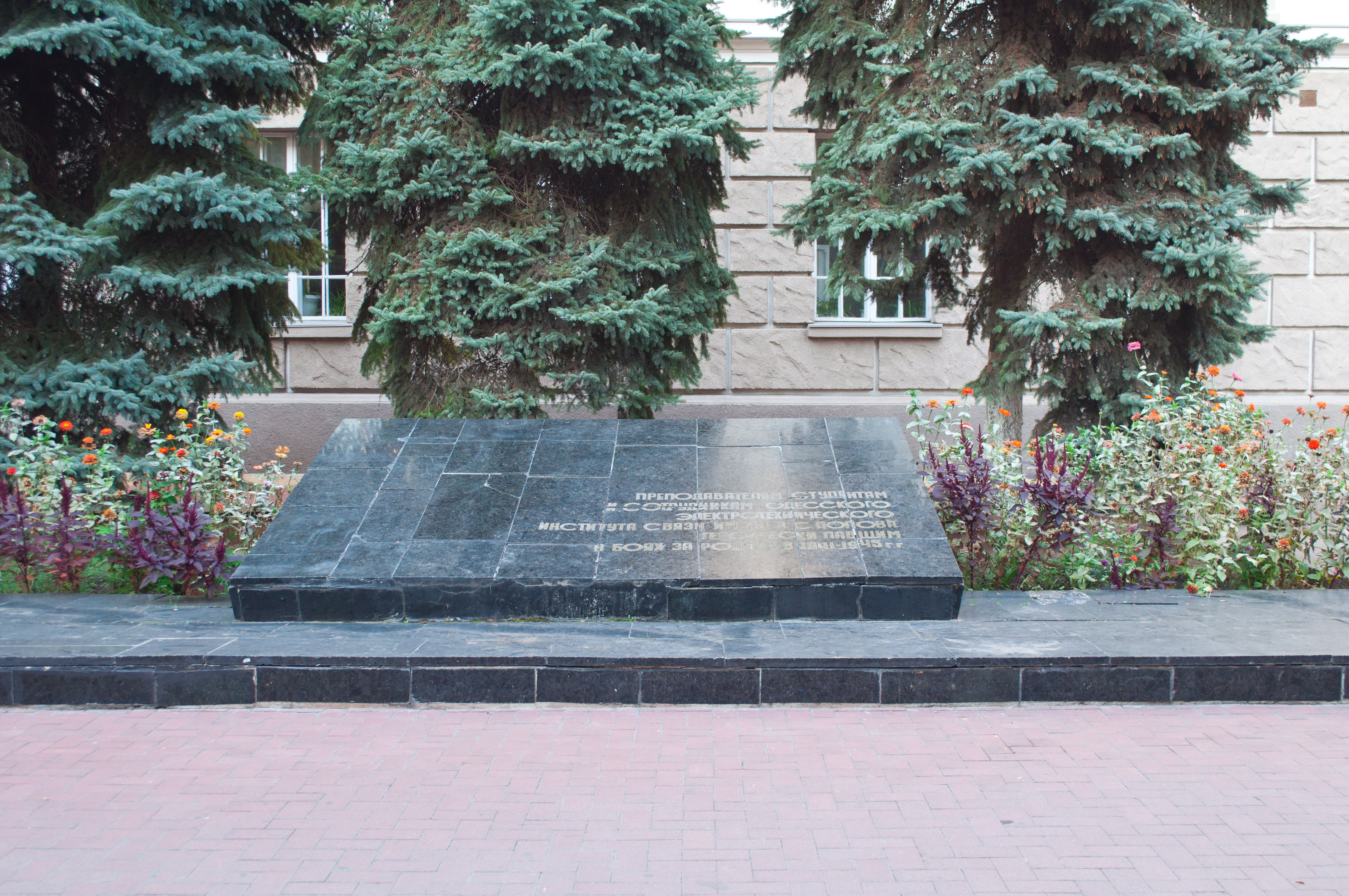
Пам'ятник полеглим зв'язківцям

Влітку 1944 року було прийнято рішення про відновлення діяльності «Одеського електротехнічного інституту інженерів зв'язку». Старі й нові довоєнні лабораторні корпуси інституту були зруйновані і відновленню не підлягали. У навчальному корпусі знаходився німецький шпиталь. Вже у жовтні 1944 року був проведений перший, після вступу радянських військ в Одесу, прийом 60 студентів. Вони жили та навчались в інститутських аудиторіях. Напівзруйнована будівля студентського гуртожитку на Манежній вулиці була тимчасово надана викладачам, що поверталися до інституту, а у будинку на вулиці Островидова (нині вулиця Новосельського) знаходився штаб Одеського військового округу. На знак пам'яті про загиблих у війні біля головного корпусу було споруджено пам'ятник загиблим зв'язківцям. Під керівництвом директора вишу, доцента Івана Пишкіна, у 1954 році з трофейних радіодеталей був побудований, один з перших в СРСР, експериментальний телецентр, який обслуговував усе місто. У вересні 1953 року розпочалася робота у новому приміщенні, а ті студенти які на той час поступили в інститут стали, згодом, одним з найкращих випусків в історії академії: 7 докторів наук і 46 кандидатів наук. 1953 року при інституті був створений заочний факультет, у 1956 році — вечірній факультет, а 1962 року було відкрито Кишинівський УКП. Того ж року в інституті було відкрито аспірантуру. 1967 року було відкрито Київський заочний факультет, на основі якого згодом був створений Київський інститут зв'язку (нині — Державний університет телекомунікацій).
13 липня 1967 році Постановою Ради міністрів СРСР № 452 інституту було присвоєно ім'я російського вченого Олександра Попова. Завдяки стрімкому розвитку галузі зв'язку, того ж року у складі інституту було створено факультет автоматичного електрозв'язку. А у 1980 році за успіхи, досягнуті в підготовці інженерів зв'язку і розвитку наукових досліджень, Президія Верховної Ради Української РСР нагородила інститут Почесною грамотою. 1992 року, після проголошення незалежності України, виникла необхідність підготовки фахівців економічного напряму, які б спеціалізувалися на особливостях технологічних процесів у галузі зв'язку. Тому у складі інституту на базі факультету багатоканального електрозв'язку було створено інженерно-економічний факультет, а наступного року його було відокремлено у самостійну структурну одиницю.
27 листопада 1993 року, відповідно до постанови Кабінету Міністрів України № 966, Одеський електротехнічний інститут отримав статус «Академії» і змінив назву на: «Українська державна академія зв'язку імені О. С. Попова». 1995 року у складі академії було створено факультет поштового зв'язку. Вже 7 серпня 2001 року Українську академію зв'язку, Указом Президента України № 591, було реорганізовано в «Одеську національну академію зв'язку імені О. С. Попова». 2002 було утворено Донецький навчально-науково-виробничий центр, а наступного року відкрито ще два — один у Вінниці 6 липня, а другий у Львові у вересні. У січні 2006 року, у складі академії було створено інститут проблем інформаційного суспільства. У лютому 2012 року факультет інформаційних мереж було об'єднано з факультетом телекомунікаційних систем у факультет інфокомунікацій, а від 31 грудня 2013 року на базі цього факультету було створено ННІ інфокомунікацій та програмної інженерії, 1 січня 2014 року було створено Інститут дистанційного та заочного навчання.

## Навчання
| Форми навчання - денна - заочна - екстернат |

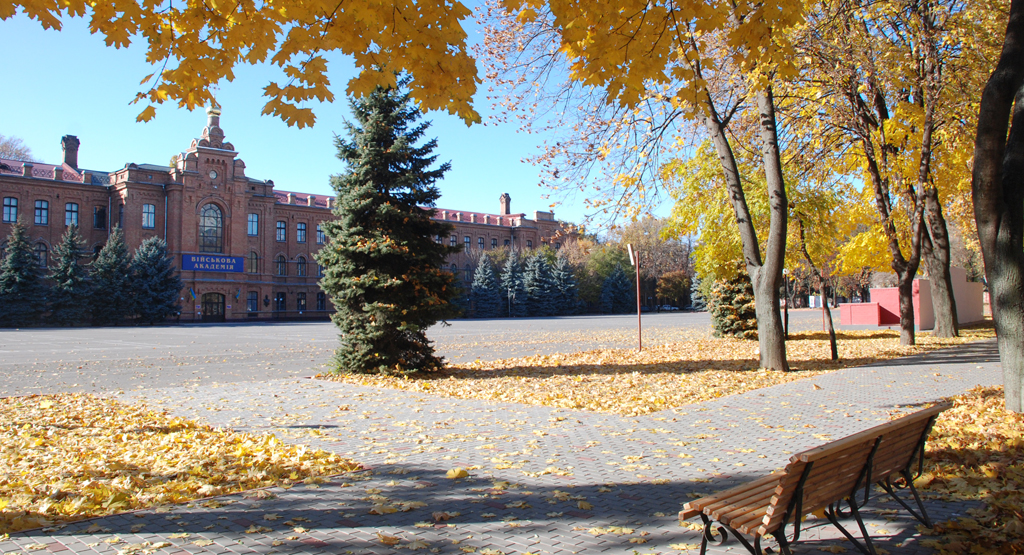
Головний корпус і плац Військової академії Одеси

Академія здійснює освітню діяльність за IV рівнем акредитації закладів вищої освіти України та на основі, як державного замовлення так і за договірними забов'язаннями, забезпечує підготовку, перепідготовку та підвищення кваліфікації фахівців у галузі зв'язку, науки, економіки, освіти та інших галузей. Для студентів ОНАЗ також діє спеціалізована програма з отримання другої вищої освіти одночасно з першою. Студенти третього курсу мають можливість на контрактній основі отримати другу освіту бакалавра та магістра за двома напрямами: «Економіка підприємства» та «Менеджмент». Окрім того, завдяки підписаному договору між Одеською національною академією зв'язку та Військовою академією Одеси, студенти можуть отримати другу вищу військову освіту на базі факультету підготовки офіцерів запасу з отриманням звання «молодший лейтенант запасу». Навчальний рік, як і в більшості вишів України, складається з двох півріч. Студенти навчаються українською та російською мовами. Успішність навчання оцінюється за 100-бальною шкалою.

### Перший рівень вищої освіти (Бакалаврат)
Базова вища освіта в ОНАЗ для громадян України проводиться за 12-ма спеціальностями: «Автоматизоване управління технологічними процесами» (8.05020201), «Економіка підприємства» (7(8).03050401), «Журналістика (Реклама та зв'язки з громадськістю)» (061), «Інженерія програмного забезпечення» (121), «Інформаційні мережі зв'язку» (7(8).05090301), «Комп'ютерно-інтегровані технологічні процеси і виробництва» (7(8).05020202), «Менеджмент зовнішньоекономічної діяльності» (7(8).03060104), «Менеджмент організації і адміністрування» (7(8).03060104), «Системи технічного захисту інформації, автоматизація її обробки» (7(8).17010201), «Соціологія» (054), «Телекомунікаційні системи та мережі» (7(8).05090301), «Технології та засоби телекомунікацій» (7(8).05090303). Для отримання диплому «бакалавра» студент повинен опанувати обов'язкові фахові курси, цикл гуманітарної та соціально-економічної підготовки і цикл математичної та природничо-наукової підготовки. Наприкінці кожного осіннього семестру студенти 1 — 3 курсів здають курсові роботи з профільних дисциплін. Для здобуття кваліфікаційного рівня «бакалавр» після четвертого курсу студенти проходять державну атестацію перед державною комісією.
Для вступу до академії на бакалаврат абітурієнти з повною загальною середньою освітою мають подати сертифікати Українського центру оцінювання якості освіти. Зарахування на навчання відбувається на основі конкурсу сертифікатів зовнішнього незалежного оцінювання, з урахуванням середнього балу атестату. Результати для зовнішнього незалежного оцінювання для усіх технічних та економічних спеціальностей приймаються за двома обов'язковими предметами: українська мова та література та математика. Третій предмет на вибір: технічні спеціальності — фізика або іноземна мова (для «радіотехніки» тільки фізика); «поштовий зв'язок» — географія; «економіка підприємництва» — історія України або географія; «менеджмент» — географія або іноземна мова. Для вступу на спеціальність «соціологія» обов'язковими є предмети — історія України, українська мова та література та два предмета на вибір — математика або іноземна мова.

### Другий рівень вищої освіти (Магістратура)
Післядипломна освіта зі здобуттям освітньо-кваліфікаційного рівня «магістр» проводиться за тими ж галузями, що й зі здобуття рівня «спеціаліст», а також за галуззю — «соціально-політичні науки». На навчання в академії приймаються особи, які мають базову вищу освіту. Зарахування відбувається на основі конкурсу. Підготовка студентів здійснюється протягом 18 місяців, як для денної форми навчання, так і для заочної за 12-ма спеціальностями повної вищої освіти, а також ще за двома: «соціологія» та «автоматизоване управління технологічними процесами».
В ОНАЗ також діють аспірантура та докторантура. До аспірантури на конкурсній основі приймаються особи, які мають вищу освіту та кваліфікацію спеціаліста або магістра. Вступники складають вступні іспити зі спеціальності, філософії та іноземної мови. Прийом на навчання відбувається, як з відривом, так і без відриву від виробництва, при чому терміни навчання з відривом від виробництва — 3 роки, а без відриву — 4 роки. На бюджетній та контрактній основах відбувається прийом осіб за 11-ма спеціальностями: «телекомунікаційні системи та мережі», «антени та пристрої мікрохвильової техніки», «радіотехнічні пристрої та засоби телекомунікацій», «радіотехнічні та телевізійні системи», «оптоелектронні системи», «автоматизація процесів керування», «системи захисту інформації», «управління проектами та програмами», «твердотільна електроніка», «економіка та управління національним господарством» і «економіка та управління підприємствами (за видами економічної діяльності)», а також за спеціальністю «соціальна філософія та філософія історії» ведеться прийом лише на контрактній основі. У докторантурі, станом на 2014 рік відкрито шість спеціальностей: на бюджетній і контрактній основах — «телекомунікаційні системи та мережі», «радіотехнічні пристрої та засоби телекомунікацій», «радіотехнічні та телевізійні системи», «оптоелектронні системи» і лише на контрактній основі — «економіка та управління національним господарством», «економіка та управління підприємствами (за видами економічної діяльності)». До докторантури приймаються особи, які мають науковий ступінь кандидата наук, наукові здобутки та опубліковані праці з обраної наукової спеціальності. Термін підготовки в докторантурі — 3 роки.
Окрім того, при академії діє низка курсів з підвищення кваліфікації. Зокрема, станом на 2016 рік, при академії діють курси — «комп'ютерна графіка», «web-дизайн», «web-програмування», «бази даних», «C++», «курси з робототехніки», школа тележурналістів і фахівців з телевізійного виробництва, академія Cisco Systems, курси «Захист інформації та кібербезпека телекомунікацій», курси іноземних мов, курси 1С бухгалтерії, курси з оцінки майна тощо.

## Наукова діяльність
Одним із головних напрямів діяльності Одеської академії зв'язку є наукова робота. Працівники та студенти займаються дослідженнями майже від початку створення вишу. До 1949 року було створено необхідну технічну базу для системної наукової роботи.
Академія є єдиним вишем України, який внесений до реєстру операторів і провайдерів телекомунікацій, що дозволяє надати робочі місця студентам, де вони отримують досвід роботи та можливості проводити наукові дослідження.

## Організація й адміністрація

### Ректорат
- Ректор академії — професор Петро Воробієнко.
- Проректор з навчальної роботи — професор Олег Бондаренко.
- Проректор з наукової роботи — Вадим Каптур.
- Проректор з навчальної та виховної роботи — професор Алла Сіленко.
- Проректор з навчальної роботи та міжнародних зв'язків — Олена Шульган.
- Проректор з адміністративно-господарської роботи — Максим Кузьмін[31].

### Ради академії
Склад Наглядової ради станом на 2018-й рік:
| Олексій Дніпров Лоліта Захарченко Віктор Бар'яхтар Володимир Голуб | Віктор Горицький Андрій Гуржій Станіслав Довгий | Ігор Кравець Леонід Ошеров Олександр Трофимчук | Іван Сергієнко Світлана Фабрикант Олександр Шнипко |

Примітки:      — голова Наглядової ради         — секретар Наглядової ради          — члени Наглядової ради
Склад Науково-технічної ради станом на 2018-й рік:
| Вадим Каптур, проректор з наукової роботи Т. Чумакова, зав. лаб. ВПЛРСНТІ Доцент Микола Балан, к.т.н., каф. ІБтаПД Професор Олег Бондаренко, д.т.н., зав. каф. ВОЛЗ Доцент Євген Васіліу, д.т.н., в.о. директора ННІ РТтаІБ Професор Олег Гофайзен, д.т.н., зав. каф. ТБтаРМ Професор Володимир Гранатуров, д.е.н., професор, каф. УПтаСА | Доцент Ірина Дмитрієва, к.ф.-м.н., зав. каф. ВМ Доцент Лоліта Захарченко, к.е.н., директор ННІ ЕтаМ Професор Анатолій Кадацький, д.т.н., зав. каф. БВП та ЕСЗ Професор Віктор Корбан, д.т.н., зав. каф. АУТП Сергій Кріль, к.т.н., директор ННІ КТАЛ Доцент Юрій Леонов, д.ф.-м.н., доцент, зав. каф. ІТ Професор Іван Лісовий, д.т.н., каф. ТКС | Професор Анатолій Ложковський, д.т.н., зав. каф. КС Професор Леся Нікітюк, к.т.н., зав. каф. МЗ Професор Василь Орлов, д.е.н., зав. каф. ЕПтаКУ Ірина Політова, к.е.н., c.н.с., начальник НДЧ Професор Михайло Проценко, д.т.н., зав. каф. ТЕДтаСРЗ Денис Розенвассер, ст. викладач каф. ТЕЗ ім. А. Г. Зюко |

Примітки:      — голова Науково-технічної ради         — секретар Науково-технічної ради          — члени Науково-технічної ради

### Інститути
| Напрями підготовки: „Економіка підприємства“ та „Менеджмент“. Керівники інституту: - Доцент Лоліта Захарченко (З 2007 року); - Професор Олександр Редькін (2002—2007); - Професор Ніна Князєва (1996—2002); - Доцент Анатолій Тищук (1992—1996). Навчально-науковий інститут економіки та менеджменту об'єднує 5 кафедр: - економіки підприємства та корпоративного управління (проф. Василь Орлов); - економічної теорії (доц. Ольга Калінчак); - управління проектами та системного аналізу (проф. Ніна Князєва); - менеджменту та маркетингу (проф. Євгеній Стрельчук); - філософії та українознавства (проф. О. Пунченко). Напрями підготовки: „Інформаційні мережі зв'язку“, „Інформаційні технології та системи у бізнесі“, „Телемедицина“, „Програмне забезпечення інформаційних мереж“, „Телекомунікаційні системи та мережі“, „Волоконно-оптичні системи передачі“, „Мультисервісні засоби телекомунікацій“ і „Мобільний зв'язок“. Керівники інституту: - Професор Ірина Стрєлковська (З 15 грудня 2000 року); - Доцент Л. Брітнер (1989—2000); - Доцент Василь Орлов (1985—1989); - Доцент В. Діденко (1982—1985); - Доцент М. Одинцов (1981—1982); - Доцент Микола Захарченко (1970—1981); - Доцент О. Шилов (1967—1970); - Доценти В. Грязєв, Д. Ружинський, О. Шилов (1945—1967); - Доценти М. Коган і З. Млієвський (1920—1945). Навчально-науковий інститут інфокомунікацій та програмної інженерії об'єднує 6 кафедр: - вищої математики (доц. Ірина Дмитрієва); - волоконно-оптичних ліній зв'язку (проф. Олег Бондаренко); - інформаційних технологій (проф. Юрій Леонов); - комутаційних систем (проф. Анатолій Ложковський); - мереж зв'язку (проф. Леся Нікітюк); - телекомунікаційних систем (проф. Віталій Балашов). | Напрями підготовки: „Автоматизація та комп'ютерно-інтегровані технології“, „Телекомунікації“ та „Мережі та системи поштового зв'язку“. Директор інституту — старший науковий співробітник Сергій Кріль (З 1992 року). Навчально-науковий інститут комп'ютерних технологій, автоматизації та логістики об'єднує 6 кафедр: - мереж та систем поштового зв'язку (ст. наук. співробітник Сергій Кріль); - фізики оптичного зв'язку (проф. Іван Вікулін); - комп'ютерно-інтегрованих технологічних процесів і виробництв (проф. І. Панфілов); - безпеки виробничих процесів та електроживлення систем зв'язку (проф. Анатолій Кадацький); - теорії електричних кіл (доц. Альфред Шкуліпа); - фізичного виховання (доц. Іван Самокиш). Напрями підготовки — „Соціологія“, „Реклама та зв'язки з громадськістю“. Директор інституту — професор Алла Сіленко (З 2005 року). Навчально-науковий інститут проблем інформаційного суспільства об'єднує 2 кафедри: - політології (проф. Алла Сіленко); - лінгвістичної підготовки (доц. Олена Шульган). Напрями підготовки: „Радіотехніка“ та „Інформаційна безпека“. Керівники інституту: - Євген Васіліу ((в. о.), З січня 2013 року) Навчально-науковий інститут радіо, телебачення та інформаційної безпеки об'єднує 5 кафедр: - телебачення та радіомовлення (проф. Олег Гофайзен); - теорії електричного зв'язку імені А. Г. Зюко (проф. Петро Іващенко); - технічної електродинаміки та систем радіозв'язку (проф. Михайло Проценко); - інформаційної безпеки та передачі даних (проф. Микола Захарченко); - метрології, стандартизації та сертифікації (проф. Леонід Коломієць). Напрями підготовки: „Телекомунікації“, „Системи комутації“, „Телекомунікаційні та інформаційні мережі“, „Системи мобільного зв'язку“, „Волоконно-оптичні системи передачі“, „Захист інформації“ і „Поштовий зв'язок“. Керівник інституту — Ірина Хіхловська. Інститут об'єднує 6 навчально-науково-виробничих центрів: Вінницький, Донецький, Київський, Львівський. До 2011 року в структуру академії входив також Дніпропетровський ННВЦ, але на початку року у нього було відібрано ліцензію. |

### Інші підрозділи
Навчально-науковий центр працевлаштування, організації практики та підвищення кваліфікації — структурний підрозділ ОНАЗ, що проводить освітню, інноваційну діяльність, сприяє працевлаштуванню студентів та випускників ОНАЗ. Керівник інституту — Віктор Русаловський. Навчально-науковий центр працевлаштування, організації практики та підвищення кваліфікації об'єднує 5 підрозділів та відділень: підрозділ працевлаштування студентів та випускників ОНАЗ, підрозділ підвищення кваліфікації фахівців, підрозділ практичної підготовки студентів, підготовче відділення ННЦ ПОП та ПК, підрозділ сприяння розвитку ІТ — напряму в ОНАЗ.
Коледж зв'язку та інформатизації — відокремлений структурний підрозділ ОНАЗ, що виконує освітні і наукові завдання підготовки фахівців за напрямом „Телекомунікації“ за освітньо-кваліфікаційним рівнем молодший спеціаліст. З 2008 року директором коледжу є Сергій Петрусенко. Коледж здійснює набір студентів за такими спеціальностями: „оціночна діяльність“, „організація та експлуатація поштового зв'язку“, „технічне обслуговування і ремонт апаратури зв'язку та оргтехніки“, „монтаж, обслуговування і ремонт станційного обладнання електрозв'язку“, „монтаж, технічне обслуговування і ремонт обладнання радіозв'язку, радіомовлення та телебачення“, „обслуговування програмних систем і комплексів“, „розробка програмного забезпечення“.
Науково-дослідний інститут інфокомунікацій — відокремлений структурний підрозділ ОНАЗ. Його було організовано відповідно до розпорядження Кабінету Міністрів України № 1683-р від 23 листопада 2009 року та наказу Міністерства транспорту та зв'язку України № 102 від 24 лютого 2010 року. Директор НДІ ІК — Катерина Озарко.

## Професорсько-викладацький склад
Відповідний рівень підготовки фахівців забезпечує професорсько-викладацький та науковий склад академії, провідні вчені України та інших країн, що мають досвід роботи у галузі зв'язку. У 2014 році загальна чисельність викладачів академії відповідно до даних сайту „osvita.com.ua“ 465 осіб. Питома вага викладачів з науковими ступенями доктора наук, доктора філософії та кандидата наук становить 80 % відсотків.
Навчальний процес в академії забезпечують більше чотирьох сотень викладачів, які мають технічні, фізико-математичні, педагогічні, економічні, філософські та інші наукові ступені. Згідно даним сайту „osvita.com.ua“ в академії навчальний процес забезпечують: 44 професорів і докторів наук і 328 кандидатів наук. Вчене звання мають більшість професорів і доцентів. Серед науково-педагогічних працівників: більше 9,5 % — доктори наук, професори та близько 70,5 % — кандидати наук, доценти.

## Матеріально-технічна база

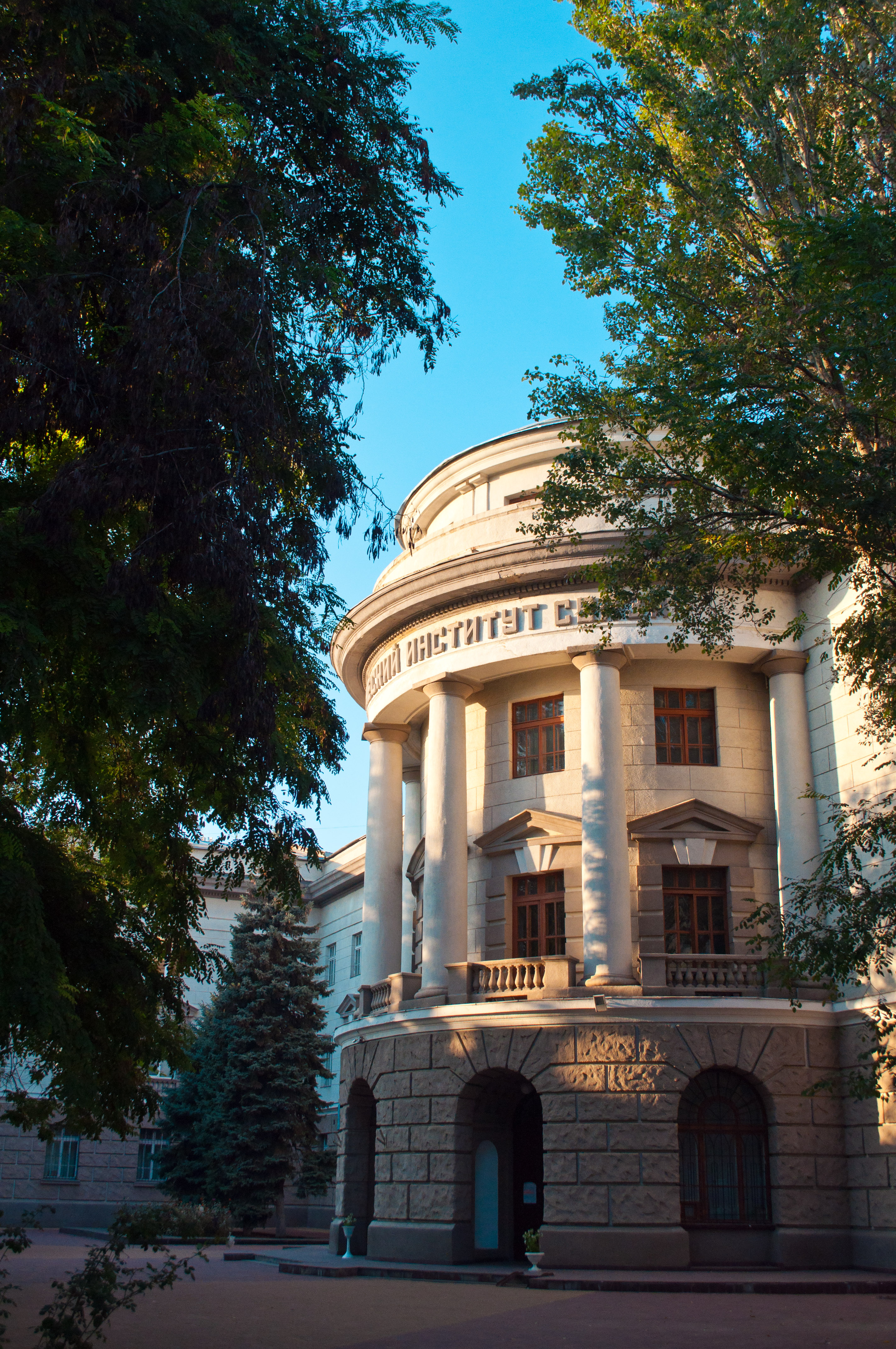
Головний корпус академії

Головний корпус академії знаходиться на ділянці на вулиці Ковальській, 1/3 між провулком Топольського та Лютеранським провулком. Будинок був побудований 1953 року у стилі сталінського ампіру на основі ренесансу та класицизму, на місці колишнього Одеського реального училища святого Павла за проектом архітектора Ізекії (Єзекії) Брейбурта.

### Наукова бібліотека
Бібліотека ОНАЗ складається з абонементу та читальної зали бібліотеки, де надаються послуги бездротової передачі даних за стандартами IEEE 802.11. Електронний каталог бібліотеки академії сформований, як загальний каталог на нові надходження, ретроспективний фонд, статті із періодичних видань, починаючи з 2004 року. Станом на 2016 рік електронний каталог бібліотеки вміщує більш ніж 100 тисяч записів. Електронний каталог бібліотеки розкриває склад і зміст бібліотечних фондів друкованих, електронних документів українською, російською та іншими мовами. Довідково-бібліографічна робота бібліотеки має кілька напрямків: бібліотечно-інформаційне обслуговування читачів, забезпечення вільного доступу користувачів до інформаційних ресурсів бібліотеки, вільний доступ до повнотекстових електронних документів викладачів академії, консультації студентам-дипломникам, магістрам, аспірантам, докторантам зі створення бібліографічного апарату дипломних та магістерських робіт, дисертацій. Довідково-бібліографічний апарат складається з системи карткових каталогів, електронного каталогу книг, який водночас слугує генеральним, алфавітним, систематичним, топографічним та предметним каталогом, систематичної картотеки статей й алфавітно-предметного покажчика. Окрім того, бібліотека ОНАЗ має власний сайт-збірник методичних видань.

### База відпочинку „Електрон“
База відпочинку ОНАЗ „Електрон“ (двомісні та тримісні дерев'яні будиночки) розташована у 60-ти кілометрах від Одеси, у 27-ми кілометрах від міста Білгород-Дністровський, на березі Чорного моря, неподалік смт. Затока.. На базі проходять наукові конференції, наприклад, XV міжнародна науково-технічна конференція „Проблеми інформатики та моделювання“ (ПІМ-2015) (організатор — НТУ ХПІ).

## Студентське самоврядування
В академії зв'язку діє самоврядування студентів денної форми навчання. Студентське самоврядування академії здійснюється на рівні академічної групи, факультету, інституту та гуртожитку. Головними органами студентського самоврядування є загальні збори (конференція) осіб, які навчаються в академії. Метою діяльності органів самоврядування є забезпечення захисту прав та інтересів студентів, сприяння формуванню у студентів патріотичних почуттів, поваги до України, рідного міста та Alma mater, а також почуттів національної свідомості, сприяння створенню умов для вільного розвитку особистості студентів тощо. Головною структурною одиницею системи студентського самоврядування є академічна група, яка має свій орган управління, його голову та делегує свого представника до ради студентського комітету інституту і на загальні збори. Комітет студентського самоврядування інститутів формується з представників виконавчих академічних груп та гуртожитків і обирає своїх представників до ради студентських комітетів академії. Одним з основних органів в структурі академії, що координує роботу студентського самоврядування є „Відділ соціально-психологічної і виховної роботи“. Окрім того, значну увагу допомозі студентам докладає так званий „Профком“, або Первинна профспілкова організація студентів, головою якої у квітні 2010 року було обрано Євгена Омельчука.
Студентське самоврядування є одним з головних організаторів відзначення важливих дат та свят всередині академії, а також інших розважальних подій, як дні факультетів, державні свята та інші події. Так, завдяки Профкому, була організована команда КВК академії, яка представляє виш на місцевих і всеукраїнських фестивалях і чемпіонатах. Окрім того, регулярно відбуваються виїзди студентів академії на базу відпочинку „Електрон“. Завдяки Центру гуманітарної освіти та розвитку, що діє в структурі академії і підпорядковується безпосередньо проректору з навчальної та виховної роботи вже традиційними стали щорічна церемонія посвяти в студенти, конкурси „Зірка Академії“, „Містер Академії“ та „Романтична пара“, щорічні концерти „Студентська весна“ та „Студосінь“, міжфакультетська КВК-гра на „Кубок ректора“, День Академії, спортивне свято, присвячене Дню Збройних Сил України (волейбольна гра між студентами та викладачами) тощо.

## Міжнародні зв'язки
Академія готує спеціалістів для інших країн з 1949 року. За цей час випускниками академії стали понад 1000 іноземців з 75 країн світу. Структурним підрозділом у цьому процесі академії є підготовче відділення для іноземних громадян. Впродовж року іноземні студенти вивчають російську та українську мови, математику, фізику, інформатику та інші предмети. З 1975 року іноземні аспіранти захистили понад 40 дисертацій. На підставі укладених договорів академія бере активну участь у розробці проектів за програмами обміну TEMPUS-TACIS, DAAD, тощо.

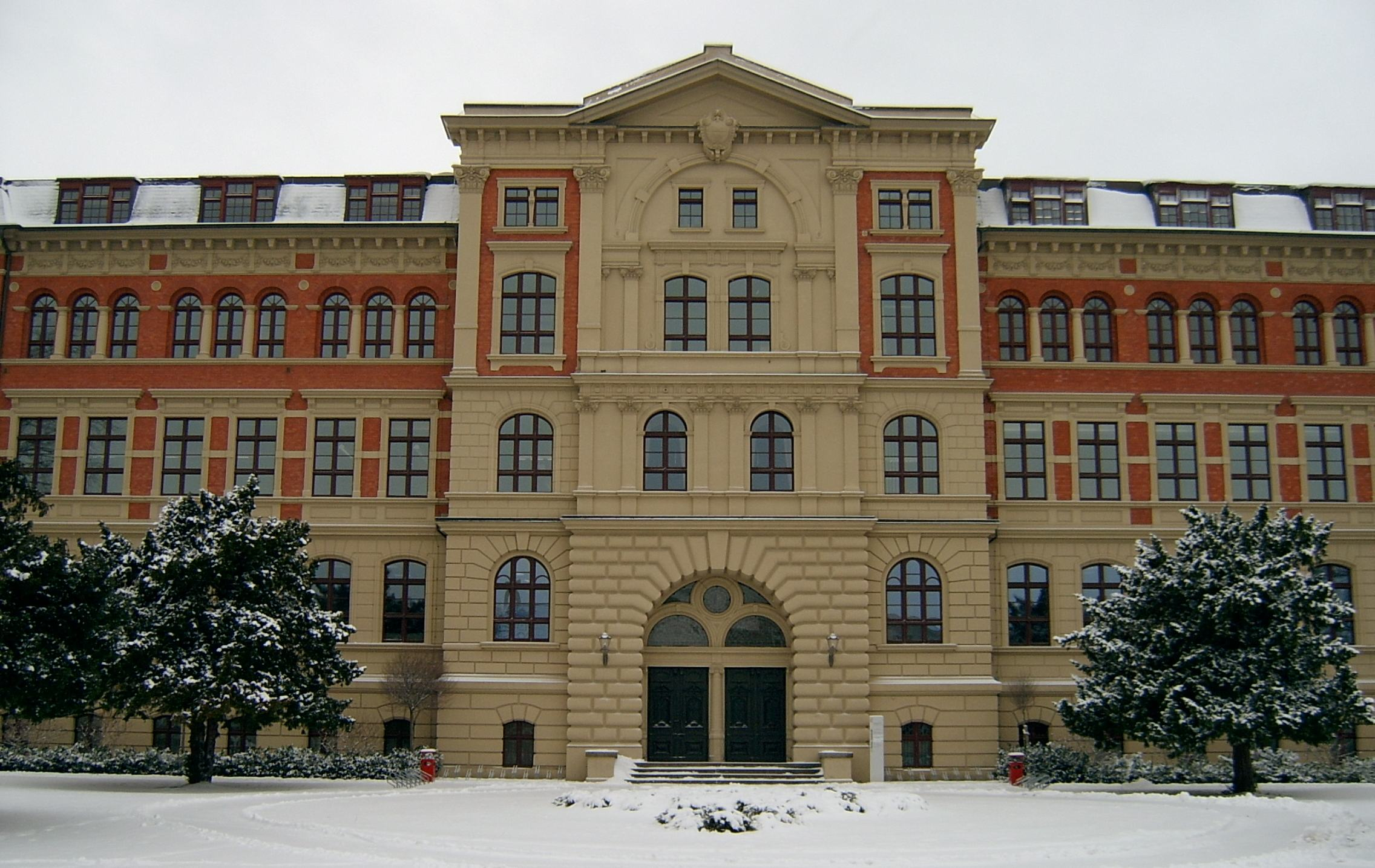

У складі ОНАЗ з 2006—2007 навчального року створені групи „Технічної еліти“ (англ. Technical Elite Groups), які вивчають усі предмети англійською мовою і навчаються окремим потоком. З 2013 року реалізується довгострокова магістерська програма „Подвійний диплом“, яка дозволяє студентам груп так званої „Технічної еліти“, окрім диплома магістра ОНАЗ, отримати диплом магістра німецького Університету Ангальту. Окрім того, була також досягнута домовленість про початок підготовки бакалаврської програми подвійного диплому, що б дозволило студентам по закінченню бакалаврату отримати подвійний диплом українського та німецького зразків.
Серед партнерів ОНАЗ є 23 виші з 16-ти країн світу: Австрія (Інститут германістики Віденський університет), Азербайджан (Азербайджанський технічний університет), Білорусь (Вищий державний коледж зв'язку, Білоруський торгово-економічний університет споживчої кооперації), Грузія (Тбіліський університет імені Д. Агмашенебелі), Данія (Університет Роскілле), Естонія (Естонська бізнес-школа), Казахстан (Алматинський інститут енергетики та зв'язку, Казахська академія транспорту та комунікацій імені М. Тинишпаєва), Латвія (Ризький технічний університет), Монголія (Монгольський університет науки і технологій), Німеччина (Вища технічна школа імені Г. Ома, Університет прикладних наук Вюрцбурґ-Швайнфурт, Технічний університет Ільменау), Польща (Ґданський політехнічний університет, Ряшівський університет, Росія (Московський технічний університет зв'язку та інформатики, Санкт-Петербурзький державний університет телекомунікацій імені М. А. Бонч-Бруєвича, Сибірський державний університет телекомунікацій та інформатики), Сирія (Університет Аль-Баат), Словаччина (Технічний університет у Кошицях), Узбекистан (Ташкентський університет інформаційних технологій), Фінляндія (Університет Оулу). Окрмі того, академія укладає також договори про співробітництво також з підприємствами та державники установами, які працюють у сфері зв'язку та інформаційних технологій. Серед партнерів ОНАЗ можна відзначити: Міністерство зв'язку та інформаційних технологій Азербайджану, Міністерство транспорту та комунікацій Таджикистану, а також підприємства „Азерпочт“, „Узбекистон почтасі“ тощо. 18 вересня 2008 року ректор ОНАЗ підписав Велику хартію університетів, документ, який виокремлює ті фундаментальні принципи, якими повинні керуватися університети та інші заклади вищої освіти для забезпечення розвитку освіти та науки, а також процвітання ідей гуманізму у тій чи іншій країні та в усьому світі. Окрім того, академія є єдиним членом Міжнародного телекомунікаційного союзу серед вишів України.

## Рейтинги та репутація
Академія має репутацію одного з найкращих закладів вищої освіти Південної України. Так, відповідно до рейтингу українських вишів „Компас“, ОНАЗ практично у всіх рейтингах 2008—2012 років входила у першу 20-ку вишів. У 2012—2013 роках відповідно до результатів олімпіади „ІТ-Планета“ академія зв'язку виграла конкурс „Найкраща установа вищої професійної освіти“ (рос. Лучшее учреждение высшего профессионального образования) у Південному регіоні України.
Місце ОНАЗ ім. О. С. Попова в рейтингах вишів Південної України:
| Видання | 2008 | 2009 | 2010 | 2011 | 2012 |
| ------- | ---- | ---- | ---- | ---- | ---- |
| Компас  | 7    | 6    | 6    | 15   | 8    |

ОНАЗ, як і жоден інший виш України, не входить до числа провідних вишів світу згідно з найвідомішими академічними рейтингами, такими як Академічний рейтинг університетів світу, THES — QS World University Rankings та Вебометричний рейтинг університетів світу. Згідно з рейтингами провідних університетів світу, ОНАЗ посідала 9 778-е місце у світі й 1 789 в Європі за рейтингом Webometrics 2016 року або 6 771-е місце у світі за рейтингом 4 International Colleges & Universities, 2016 року.
Місце ОНАЗ ім. О. С. Попова в рейтингах вишів України:
| Видання          | 2005 | 2006 | 2007 | 2008 | 2009 | 2010 | 2011 | 2012 | 2013 | 2014 | 2015  | 2016 | 2017 | 2018  |
| ---------------- | ---- | ---- | ---- | ---- | ---- | ---- | ---- | ---- | ---- | ---- | ----- | ---- | ---- | ----- |
| 4ICU             | —    | —    | —    | —    | —    | —    | —    | —    | —    | —    | —     | 55   | —    | —     |
| Scopus           | —    | —    | —    | —    | —    | —    | —    | 69   | 76   | 87   | 88    | 80   | 82   | 95    |
| Webometrics      | —    | —    | —    | —    | —    | —    | —    | —    | —    | —    | 92    | 103  | —    | —     |
| Компас           | —    | —    | —    | 13   | 8    | 8    | 8    | 10   | 9    | —    | —     | —    | —    | —     |
| Корреспондент    | 12   | —    | —    | —    | —    | —    | —    | —    | —    | —    | —     | —    | —    | —     |
| Освіта.ua        | —    | —    | —    | —    | —    | —    | —    | —    | —    | 79   | 73-75 | 81   | —    | 78-79 |
| ЮНЕСКО „ТОП-200“ | —    | 115  | 150  | 81   | 82   | 82   | 79   | 78   | 78   | 77   | 77    | 80   | 80   | 88    |

Показники вступних компаній:
| Роки | Всього заяв | На 1 місце (всього) | На 1 місце (бюджет) | Середній бал ЗНО | Середній бал атестата | Середня вартість (грн/рік) |
| ---- | ----------- | ------------------- | ------------------- | ---------------- | --------------------- | -------------------------- |
| 2008 | —           | —                   | —                   | —                | —                     | 4 568                      |
| 2009 | —           | —                   | —                   | —                | —                     | 4 655                      |
| 2010 | 3 513       | 1,49                | 9,68                | 160.94           | 170.85                | 7 482                      |
| 2011 | 2 137       | 0,91                | 5,45                | —                | —                     | 5 021                      |
| 2012 | 4 530       | 0,64                | 5,06                | —                | —                     | —                          |
| 2013 | 5 329       | 1,05                | 5,29                | —                | —                     | —                          |
| 2014 | 5 287       | 0,63                | 6,45                | —                | —                     | 8 059                      |
| 2015 | 4 380       | 0,40                | 6,91                | —                | —                     | —                          |
| 2016 | —           | —                   | —                   | —                | —                     | 9 116                      |

Відповідно до рейтингу закладів вищої освіти України, підготовленого Міністерством освіти і науки України разом з Інститутом інноваційних технологій, академія, серед вишів, що профілюються у технологіях, будівництві та транспорті, зайняла 12-те місце. Академія має статус одного з провідних технічних вишів України, а також серед вишів, що готують спеціалістів з інформаційних технологій. Окрім того, відповідно до рейтингу вишів України, підготовленого журналом „Фокус“ спільно з компанією Систем кепітал менеджмент, який оцінював результати співпраці українських вишів з приватними компаніями та закордонними партнерами. Журналісти у своїй статті відзначили одних з найбільших партнерів ОНАЗ — „Укртелеком“, „Укрпошта“, «Interdnestrcom», Укрчастотнагляд, „Фарлеп“. Серед найкращих партнерських програм журналісти, що готували рейтинг, відзначили програми з Вищою технічною школою імені Г. Ома, Московським технічним університетом зв'язку та інформатики та Санкт-Петербурзьким державним університет телекомунікацій імені М. А. Бонч-Бруєвича.
Місце ОНАЗ ім. О. С. Попова в рейтингах вишів України за напрямами:
| Видання                  | 2008                   | 2009                   | 2010                   | 2011                   | 2012                   | 2013                   |
| Технічні спеціальності   | Технічні спеціальності | Технічні спеціальності | Технічні спеціальності | Технічні спеціальності | Технічні спеціальності | Технічні спеціальності |
| ------------------------ | ---------------------- | ---------------------- | ---------------------- | ---------------------- | ---------------------- | ---------------------- |
| Гроші                    | 14                     | —                      | 10                     | 10                     | 16                     | 15                     |
| Компас                   | 9                      | 9                      | 9                      | 21                     | 9                      | —                      |
| ІТ-спеціальності         |                        |                        |                        |                        |                        |                        |
| Компас                   | 8                      | 8                      | 8                      | 16                     | 8                      | —                      |
| Економічні спеціальності |                        |                        |                        |                        |                        |                        |
| Компас                   | 17                     | 10                     | 10                     | 104                    | 10                     | —                      |

## Персоналії

### Почесні доктори

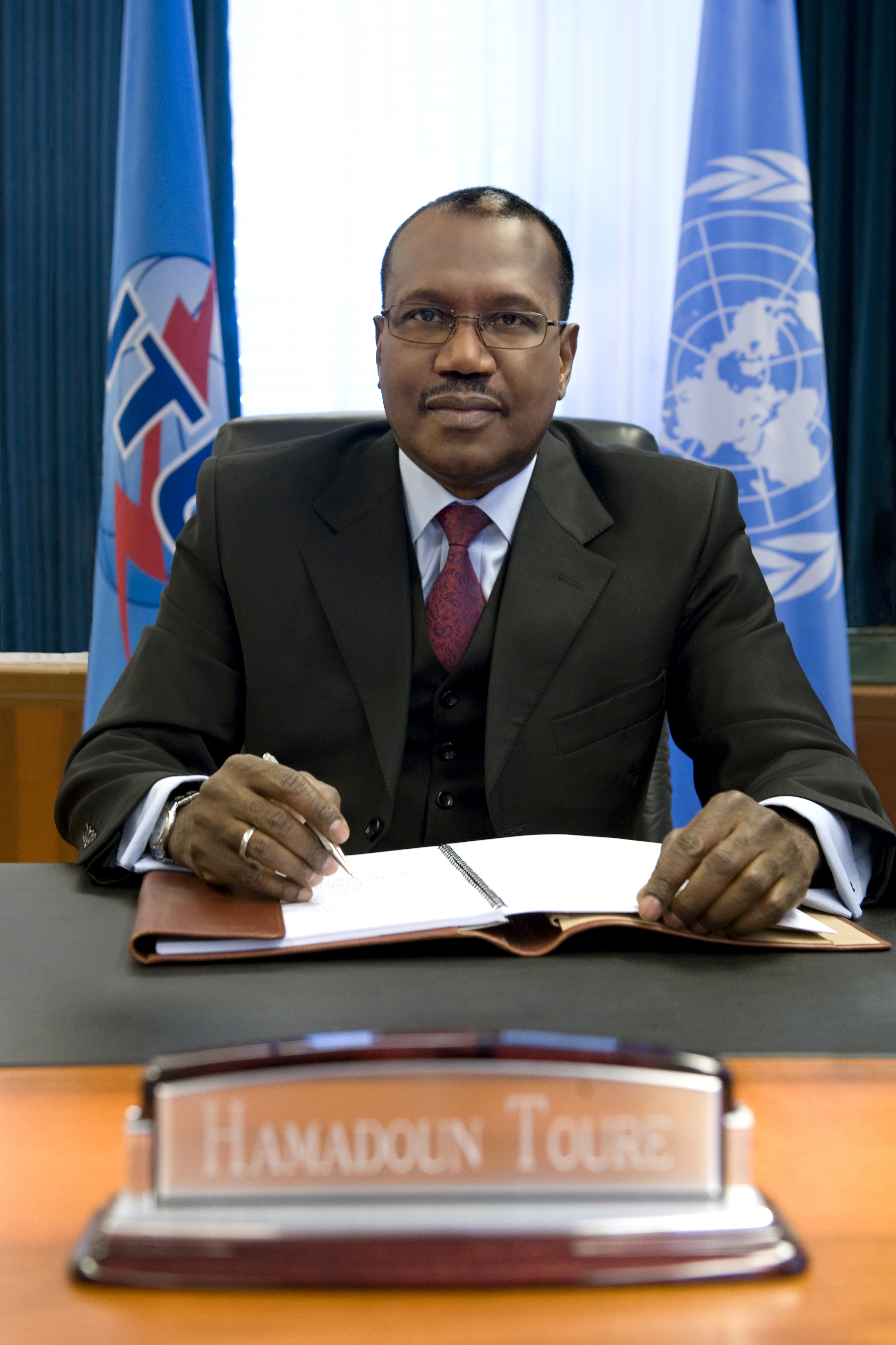
Почесний доктор ОНАЗ ім. О. С. Попова, генеральний секретар Міжнародного телекомунікаційного союзу

. 
- Академік Алі Аббасов[az] — азербайджанський державний діяч, у 2004—2015 роках Міністр зв'язку та інформаційних технологій Азербайджану, дійсний член Національної академії наук Азербайджану.
- Гавар Маммедов[az] — азербайджанський вчений, ректор Азербайджанського технічного університету.
- Академік Аріф Пашаєв[az] — азербайджанський вчений, ректор Національної академії авіації[az], дійсний член НАНА.
- Професор Гарегін Маркарян — британський вчений, завідувач Кафедри систем зв'язку університету Ланкастера.
- Хамадун Туре[en] — генеральний секретар Міжнародного телекомунікаційного союзу» у 2007—2014 роках.
- Орозобек Кайиков — до 2017 року керівник Зонального відділення Міжнародного телекомунікаційного союзу.
- Йорг Пінгер — генеральний директор німецько-української компанії «МКМ Телеком» у 2002—2008 роках.
- Штефан Дем'янів — з 2008 року генеральний директор «МКМ Телеком».
- Вартан Сароян — директор ТОВ «МКМ Сервис ЛТД».
- Магомед Мамедов — азербайджанський бізнесмен, генеральний директор компанії AzerTelecom[az].[131][132]

### Відомі випускники
Серед відомих сучасних випускників ОНАЗ лауреати Державної премії України в галузі науки і техніки: Віктор Король, Володимир Тимофєєв, завідувач кафедри волоконно-оптичних ліній зв'язку Олег Бондаренко, нинішній ректор ОНАЗ Петро Воробієнко; лауреати Державної премії СРСР: один з перших конструкторів телевізора в СРСР Йосип Гоноровський, вчений в області класичної електродинаміки та зв'язку, лауреат Ленінської та Сталінської премій Григорій Айзенберг, Анатолій Шутко, Ігор Дежурний. Академія за час свого існування випустила також багато зв'язківців, які, згодом, стали військовими. Так випускник 1934 року, А. Г. Молдованов, був командиром вузла радіозв'язку, через який проходила інформація в Москву та Париж з місця підписання Акту про капітуляцію німецьких збройних сил, випускники 1941 року генерал-лейтенант Микола Смирницький та полковник Федір Канівченко були учасниками Другої світової війни, а останній також входив до складу групи зв'язківців, що забезпечувала переліт Йосипа Сталіна на Тегеранську конференцію. Серед випускників ОНАЗ також є Олег Проживальський, який у 1992—1995 роках був Міністром зв'язку України; академік Аріф Пашаєв тощо.

### Відомі викладачі
- Тіханова Тамара Юхимівна —  доктор еконоимічниї наук, професор

## Виноски
1. 1 2  Як директор Науково-навчнального інституту економіки та менеджменту.
2. ↑  Як декан інженерно-економічного факультету і факультету менеджменту та економіки зв'язку.
3. ↑  Як декан інженерно-економічного факультету.
4. ↑  Як декан факультету інформаційних мережі факультету інфокомунікацій, а також директор Науково-навчнального інфокомунікацій та програмної інженерії.
5. 1 2 3 4 5 6  Як декан факультету автоматичного електрозв'язку.
6. 1 2  Пізніше отримав вчене звання „Професора“
7. 1 2  Як декан факультету телефонно-телеграфного зв'язку.
8. ↑  Як декан факультету базової підготовки бакалаврів, факультету „Поштовий зв'язок“, факультету інформаційних технологій та поштового зв'язку, факультету комп'ютерних технологій та поштового зв'язку, а також директор Навчально-наукового інституту „Поштовий зв'язок“ і ННІ комп'ютерних технологій, автоматизації та логістики.
9. ↑  123 місце серед українських вишів.